# Ivica Ivušić
Ivica Ivušić (Rijeka, 1 februari 1995) is een Kroatisch voetballer die als doelman speelt. Hij verruilde Olympiakos in juli 2018 voor NK Osijek. Ivušić debuteerde in 2021 in het Kroatisch voetbalelftal.

## Spelerscarrière
Ivušić speelde in de jeugdopleiding van HNK Rijeka, maar verhuisde in 2009 naar Italië om bij Internazionale te spelen. In 2011 werd hij verhuurd aan USD 1913 Seregno. In 2014 mocht hij het bij de senioren proberen bij AC Prato. Internazionale zag echter na deze verhuurperiode te weinig perspectief en stuurde hem terug naar Kroatië. Bij NK Istra 1961 kwam Ivušić in drie seizoenen tot 44 optredens. In 2018 stond hij kort onder contract bij Olympiakos Piraeus. Op 1 juli 2018 tekende Ivušić een contract bij NK Osijek.

## Interlandcarrière
Ivušić speelde voor verschillende Kroatische jeugdelftallen. In september 2021 werd hij door bondscoach Zlatko Dalić opgeroepen voor de WK-kwalificatieduels tegen Rusland, Slowakije en Slovenië. Hij maakte op 4 september 2021 zijn debuut in de basis tegen Slowakije. Ivušić hield het doel in die wedstrijd schoon. Op 9 november 2022 werd bekendgemaakt dat bondscoach Dalić de doelman had opgenomen in de definitieve selectie voor het WK 2022, naast keepers Dominik Livaković (Dinamo Zagreb) en Ivo Grbić (Atlético Madrid). Kroatië won het brons. Ivušić kreeg echter geen speelminuten tijdens het toernooi. Hij werd op 20 mei 2024 door Dalić opgenomen in de Kroatische selectie voor het EK 2024 in Duitsland. Kroatië werd in de groepsfase uitgeschakeld na een nederlaag tegen Spanje (3–0) en gelijke spelen tegen Albanië (2–2) en Italië (1–1). Ivušić kwam niet in actie.
| Interlands van Ivica Ivušić voor Kroatië | Interlands van Ivica Ivušić voor Kroatië | Interlands van Ivica Ivušić voor Kroatië | Interlands van Ivica Ivušić voor Kroatië | Interlands van Ivica Ivušić voor Kroatië | Interlands van Ivica Ivušić voor Kroatië |
| No.                                      | Datum                                    | Wedstrijd                                | Uitslag                                  | Competitie                               |                                          |
| Als speler van NK Osijek                 | Als speler van NK Osijek                 | Als speler van NK Osijek                 | Als speler van NK Osijek                 | Als speler van NK Osijek                 | Als speler van NK Osijek                 |
| ---------------------------------------- | ---------------------------------------- | ---------------------------------------- | ---------------------------------------- | ---------------------------------------- | ---------------------------------------- |
| 1                                        | 4 september 2021                         | Slowakije – Kroatië                      | 0 – 1                                    | WK 2022 kwalificatie                     |                                          |
| 2                                        | 7 september 2021                         | Kroatië – Slovenië                       | 3 – 0                                    | WK 2022 kwalificatie                     |                                          |
| 3                                        | 29 maart 2022                            | Kroatië – Bulgarije                      | 2 – 1                                    | Vriendschappelijk                        |                                          |
| 4                                        | 3 juni 2022                              | Kroatië – Oostenrijk                     | 0 – 3                                    | UEFA Nations League 2022/23              |                                          |
| 3                                        | 13 juni 2022                             | Frankrijk – Kroatië                      | 0 – 1                                    | UEFA Nations League 2022/23              |                                          |

## Erelijst
| Competitie          | #     | Jaren |
| ------------------- | ----- | ----- |
| Kroatië             |       |       |
| Wereldkampioenschap | Brons | 2022  |